# 珠粒真寄居蟹
珠粒真寄居蟹（学名：Dardanus gemmatus）为活額寄居蟹科真寄居蟹屬下的一个种。